# Фітобочка
Фітобочка (від "фіто" - рослини, та "бочка") - один з засобів нетрадиційного оздоровлення, який являє собою одну з варіацій лазень та об'єднує в собі ароматерапію та парення.

## Будова фітобочки
Зазвичай, зовнішньо фіто-бочка доволі схожа на звичайну дерев'яну бочку, але всередині якої встановлено лаву чи стілець для сидіння та двоє дверцят, відкриваються збоку та зверху, а верхня кришка додатково має виріз для голови. 

Дану бочку обладнано системою підведення подачі пари від спеціальних парогенераторів.
Пара, яка подається під тиском, насичена фітонцидами та аромооліями з трав'яних зборів, що нагадує за своєю роботою та впливом парові фіто-інгалятори, але територія впливу якого є не тільки й не стільки дихальні й обличчя, а шкіра тулубу, кінцівок та шиї.

За ємністю поділяються вони на індивідуальні (розраховані виключно на 1 людину), та колективні - на дві й більше осіб. Відповідно, відрізняються такі "лазні" й розмірами та породами дерев, з яких їх виготовляють (зазвичай, використовується кедр).

Працює фіто-бочка наступним чином - спочатку до парогенератору заливається вода, потім до відповідного внутрішнього контейнеру засипають сухі збори лікарських рослин (пагони, квіти, насіння, листя, комбінації). Після цього виставляється необхідна температура парування й вмикається безпосередньо парогенератор.

Коли вода починає кипіти, насичена фітонцидами й оліями пара по спеціальній трубці подається до бочки, де знаходиться людина.

За бажанням пацієнта/клієнта, голову можна тримати не ззовні, а дихати фіто-парою в самій бочці.

Зазвичай, в фітобочці використовується пара температурою в 42-45°С, час перебування в такій "лазні" - 10-15 хвилин.

## Вплив на людину
Значну вирішальну роль в компенсації нервових фізичних, моральних й емоційних перевантаженнях людини має якраз фітобочка, ще й зміцнює імунітет.[джерело?]
Вплив фітобочки на організм людини зумовлює цілий комплекс процесів, які відбуваються в результаті включення функціональних систем й органів під впливом різноманітних факторів даної процедури.
В результаті процесу спостерігається вплив як на окремі ділянки м'яких тканин й органи, так і на внутрішньоклітинному рівнях.
Зміна життєдіяльності клітин змінює їхню реактивність, підвищує опорність організму до негативного зовнішнього впливу та сприяє подальшому розвитку механізмів захисту та відновлення. При цьому значно підвищується загальна працездатність організму, що має вирішальне значення в житті людини.
При розгляді загального впливу фітобочки на організм людини, варто відзначити наступні фактори:
- - температура навколишнього середовища,
- - первинна й поточна вологість повітря,
- - фізико-хімічний склад повітря,
- - гравітація,
- - механічні подразнення шкіри,
- - часовий фактор,
- - загальний стан людини.

Під впливом пари йде значне збудження терморецепторів шкіри та слизової верхніх дихальних шляхів.
Температура, вологість повітря, його фізичний та хімічний стани в та навколо фіто-бочки якісно впливають на наступні системи організму:
- - конденсація водяної пари з екстрактами лікарських рослин на шкірі та слизових оболонках,
- - покращення газообміну в альвеолах,
- - виділення дихальними шляхами екстрактів,
- - теплорегуляція за рахунок виділення та випаровування поту.

## Протипоказання
Абсолютними й частковими протипоказаннями до відвідування такої процедури, як фіто-бочка є наступні захворювання за типами:
- - захворювання серцево-судинної системи (кровотечі, гіпотонія, тромбофлебіт глибоких вен, миготлива аритмія, ускладнення атеросклерозу серця й головного мозку, гіпертонія, цироз печінки, друга половина вагітності),
- - запалення (гострі респіраторні захворювання, хронічні процеси в стані загострення),
- - онкологія (злоякісні новоутворення, доброякісні новоутворення з тенденцією росту),
- - активний туберкульоз,
- - загальні слабкість, нудота, головний біль, алкогольне сп'яніння.[джерело?]

## Використання трав у фіто-бочці
Головна складова фіто-бочки та її впливу на організм людини - це фітотерапія. Використання лікарських трав в цьому реабілітаційному засобі допомагають отримати наступні якісні результати через спрямовану дію глікозидів, фітонцидів, флавоноїдів й інших корисних рослинних лікарських речовин:

спориш - загоєння ран, регенерація забоїв та гематом, тонізація мускулатури;

 пупавка й ромашка - антисептик, лікування дерматитів, трофічних виразок легкого ступеню, профілактика ревматизму;

звіробій - виконує протизапальну, ранозагоювальну, антибіотичну, капілярозміцнювальну, імуномодулювальну дії;
пустирник - виявляє седативну, антибактеріальну та протизапальну дію;

м'ята - має протизапальну, протимікробну, заспокійливу, знеболювальну, потогінну, протисудомну, ранозагоювальну, сечогінну, тонізуючу, дезодорувальну, відхаркувальну, освіжаючу і жовчогінну властивості;

деревій - дає ефекти знеболення, регенерації пошкоджених м'яких поверхневих тканин й протиалергійний ефект;

полин - має знеболюючу, протисудомну, антибактеріальну, антисептичну і загальнозміцнюючу ді].

кропива - має протимікробну й антитоксичну дію

Окрім українських ендеміків та загально розповсюджених на території України лікарських рослин, також в процесі "фіто-бочка" використовуються як звичні, так й екзотичні рослини інших країн світу.